# Darío Velao
Darío Velao Collado (Valladolid, 19 de diciembre de 1865-¿?, ¿?) fue un poeta, periodista y contable español.

## Biografía
Nació el 19 de diciembre de 1865 en Valladolid. Contable, fue aficionado a la literatura desde muy joven.
Fue redactor de ¡Velay!, director de Bocaccio, La Libertad y El Norte de Castilla, y colaborador de diarios de Madrid y otras ciudades. 
En 1886, en colaboración con Segundo Cernuda, publicó el libro Acuarelas, cuya edición se acabó en quince días. Obtuvo varios premios en juegos florales, como la flor natural en los de Valladolid de 1897. Además de cultivar la poesía, Darío Velao fue un experto economista especialista en contabilidad y teneduría de libros y fue jefe de negociado en el Ayuntamiento de Valladolid.
Propuso la creación de la Liga de Defensa de Castilla, una propuesta cuando era director de El Norte, tras el III Congreso Agrícola Regional (Salamanca, 1904).
Colaborador de Revista Castellana, revista dirigida por Narciso Alonso Cortés.
En 2018, el compositor Ernesto Monsalve y el poeta Carlos Aganzo rescataron su poemario El Conde Ansúrez, de 1911, para crear la cantata Ansur. Ésta se estrenó el 11 de mayo de 2019 en la clausura de los actos conmemorativos del IX Centenario de la muerte de Pedro Ansúrez. Desde entonces, una placa de mármol instalada en el altar de la catedral de Valladolid recuerda la efemérides y el trabajo de Velao, Monsalve y Aganzo.

## Obras
- Los dos deberes
- De prácticas
- Celia
- El demonio del pintor
- Media tostada de abajo
- Caer en blando (juguete cómico) (1894)
- Fruta dañada: drama en tres actos y en prosa (1898)
- Bocetos castellanos (1900)
- ¡Qué descansada vida! (1908)
- El Conde Ansúrez: poema (1912)
- El Ocaso de un rey (1914)
- Páginas españolas (1922)
- 4 de enero de 1874: memorias de un pancista  (1922), con prólogo de Antonio Royo Villanova

Contabilidad
- Manual de contabilidad (1904)
- Tratado de contabilidad comercial (1918)